# Vratarnica
Vratarnica (serbisch-kyrillisch Вратарница) ist ein Dorf in der Opština Zaječar im Tal des Beli Timok. Laut Zensus von 2011 leben 372 Einwohner in der Ortschaft. Durch den Ort schlängelt sich die Magistrale  35. Im Norden des Dorfes gibt es einen Haltepunkt an der Bahnstrecke Crveni Krst–Prahovo Pristanište, an dem je zwei Mal täglich Regionalzüge nach Niš und Zaječar halten.

## Belege
1. ↑  Република Србија, Републички завод за статистику: УПОРЕДНИ ПРЕГЛЕД БРОЈА СТАНОВНИКА: 1948, 1953, 1961, 1971, 1981, 1991, 2002. И 2011. Република Србија Републички завод за статистику, Belgrad 2014, ISBN 978-86-6161-109-4, S. 102 (serbisch, Online [PDF]).
2. ↑  Srbija Voz: 75 Niš-Zaječar-Parhovo Pristanište-Zaječar-Niš. Srbija Voz, 2022, abgerufen am 17. Dezember 2022 (serbokroatisch).